# Racing stripes
Racing stripes (Héroe a rayas en España y; Rayas, una cebra veloz en Hispanoamérica) es una película  de  Estados Unidos y Sudáfrica dirigida por Frederick Du Chau en 2005

## Sinopsis
Una pequeña cebra de un circo es abandonada accidentalmente tras una terrible tormenta. El pobre animal es rescatado por Nolan Walsh, un antiguo criador de caballos que la lleva a su granja. Allí su hija Channing cuida del potrillo al que llama Rayas y que va a conocer a todo un grupo de inadaptados: Tucker, un poni gruñón; Franny una sabia cabra; Cacatúa, un pelícano de la ciudad ahora descansando en el campo; Reggie, un gallo algo histérico y el perro Lightning, un tranquilo cuidador de la casa. Al lado de su nuevo hogar Rayas descubre la finca Darlymple, donde caballos pura sangre entrenan para ganar la Carrera de Kentucky, la carrera más importante. La primera vez que la cebra ve, entiende que ha encontrado el propósito de su vida, y aunque no es un caballo, la pista de carreras no le va a impedir intentar ganar la carrera.

## Comentario
La película, dirigida y escrita por Frederik Du Chau, mezcla imágenes reales, animatrónica y animación digital. Para dar voz a tantos animales se contó con grandes actores como Dustin Hoffman o Whoopi Goldberg mientras que para la versión en castellano Guillermo Fesser y Juan Luis Cano, el popular dúo Gomaespuma, prestaron sus voces a dos tábanos amantes del canto, el baile y los perritos calientes.

## Elenco
- Bruce Greenwood .... Nolan Walsh
- Hayden Panettiere .... Channing Walsh
- M. Emmet Walsh .... Woodzie

## Voces
- Frankie Muniz .... Stripes
- Mandy Moore .... Sandy
- Jeff Foxworthy .... Reggie
- Joe Pantoliano .... Goose
- Snoop Dogg .... Lightning
- Steve Harvey .... Buzz
- David Spade .... Scuzz